# Cycloglypha caeruleonigra
Cycloglypha caeruleonigra är en fjärilsart som beskrevs av Paul Mabille 1904. Cycloglypha caeruleonigra ingår i släktet Cycloglypha och familjen tjockhuvuden. Inga underarter finns listade i Catalogue of Life.